# نورجان دالبداق
نورجان دالْبُداق (بالتركية: Nurcan Dalbudak)‏, (ولدت: 7 مارس 1979, في أفيون قره حصار, تركيا) سياسية تركية. ونائب سابق في البرلمان التركي في دورته (24) ممثلة عن حزب العدالة والتنمية.